# Roman Konoplow
Roman Konoplow (ros. Роман Евгеньевич Коноплёв, ang. Roman Konoplev  (ur. 4 września 1973 w Poczepie) – rosyjski polityk  doradca polityczny, dziennikarz, publicysta, pisarz.  Od 1993 uczestniczy w politycznym życiu Rosji. W swej działalności politycznej i społecznej  związany z opozycją. 
Pierwszą książkę "Evangelie ot ekstremista" opublikował w 2005 roku.
W 2002 przybywa do Tyraspol, Naddniestrze, Mołdawia. Redaktor naczelny agencji prasowej "Lenta PMR" (2004-2008). Redaktor naczelny gazety "Rosyjski przełom" (2007-2008).  
Redaktor naczelny agencji prasowej "DNIESTER" (2009-2017). Analityk i publicysta rosyjskiej agencji informacyjnej "APN".
Od 2013 roku mieszka w Portugalii. W 2019 otrzymał obywatelstwo portugalskie. 

## Wybrana bibliografia
- Evangelie ot ekstremista (2005)
- Dromomania (2010)
- Porazhenie (2013)